# دييغو أرياس
دييغو أرياس (بالإسبانية: Diego Arias) (16 يونيو 1985 ببيريرا في كولومبيا - ) هو لاعب كرة قدم كولومبي في مركز الوسط. شارك مع منتخب كولومبيا لكرة القدم. أما مع النوادي، فقد لعب مع أتلتيكو ناسيونال وأونس كالداس ونادي باوك ونادي كروزيرو وديبورتيفو بيريرا.

## وصلات خارجية
- دييغو أرياس على موقع الاتحاد الدولي (مؤرشف)  (الإنجليزية)
- دييغو أرياس على موقع قاعدة بيانات كرة القدم.إي يو (الإنجليزية)
- دييغو أرياس على موقع ناشيونال فوتبول تيمز (الإنجليزية)
- دييغو أرياس على موقع Soccerway.com (الإنجليزية)
- دييغو أرياس على موقع AS.com (الإسبانية)